# Жакаранда мімозолиста
Жакаранда мімозолиста (Jacaranda mimosifolia) — вид рослин родини бігнонієві (Bignoniaceae).

## Будова
Листяне дерево до 24 м., що скидає папоротеподібне двічіперисте листя у посушливу пору року. Квіти до 5 см згруповані у волоті довжиною 30 см. 

## Життєвий цикл
Наприкінці зими жакаранда скидає своє листя, а наприкінці весни вкривається пишними суцвіттями дзвоникових квіток, які запилюють бджоли. Молоде листя з'являється після цвітіння.

## Поширення та середовище існування
Росте у тропічних і субтропічних листопадних лісах на гірських плато в Південній Бразилії, Болівії, Парагваї, Північній Аргентині.

## Практичне використання
Вважається одним з найгарніших та рясно квітучих дерев теплого клімату. Культивується у субтропічному кліматі Південної Каліфорнії, Східної Австралії, Південної Африки. 
Має гарну деревину, хоча і рідко використовується.

## Галерея

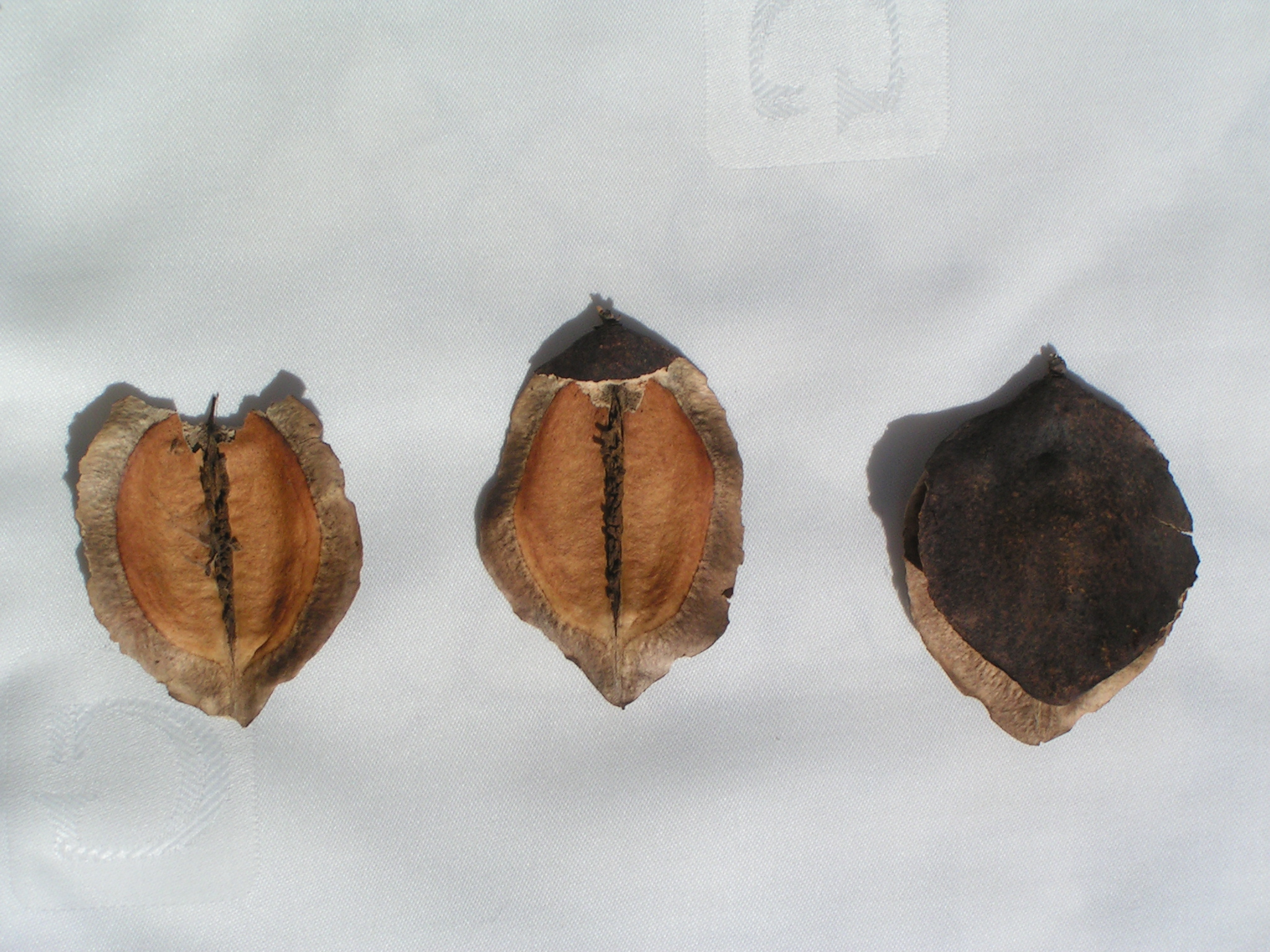
J. mimosifolia плоди
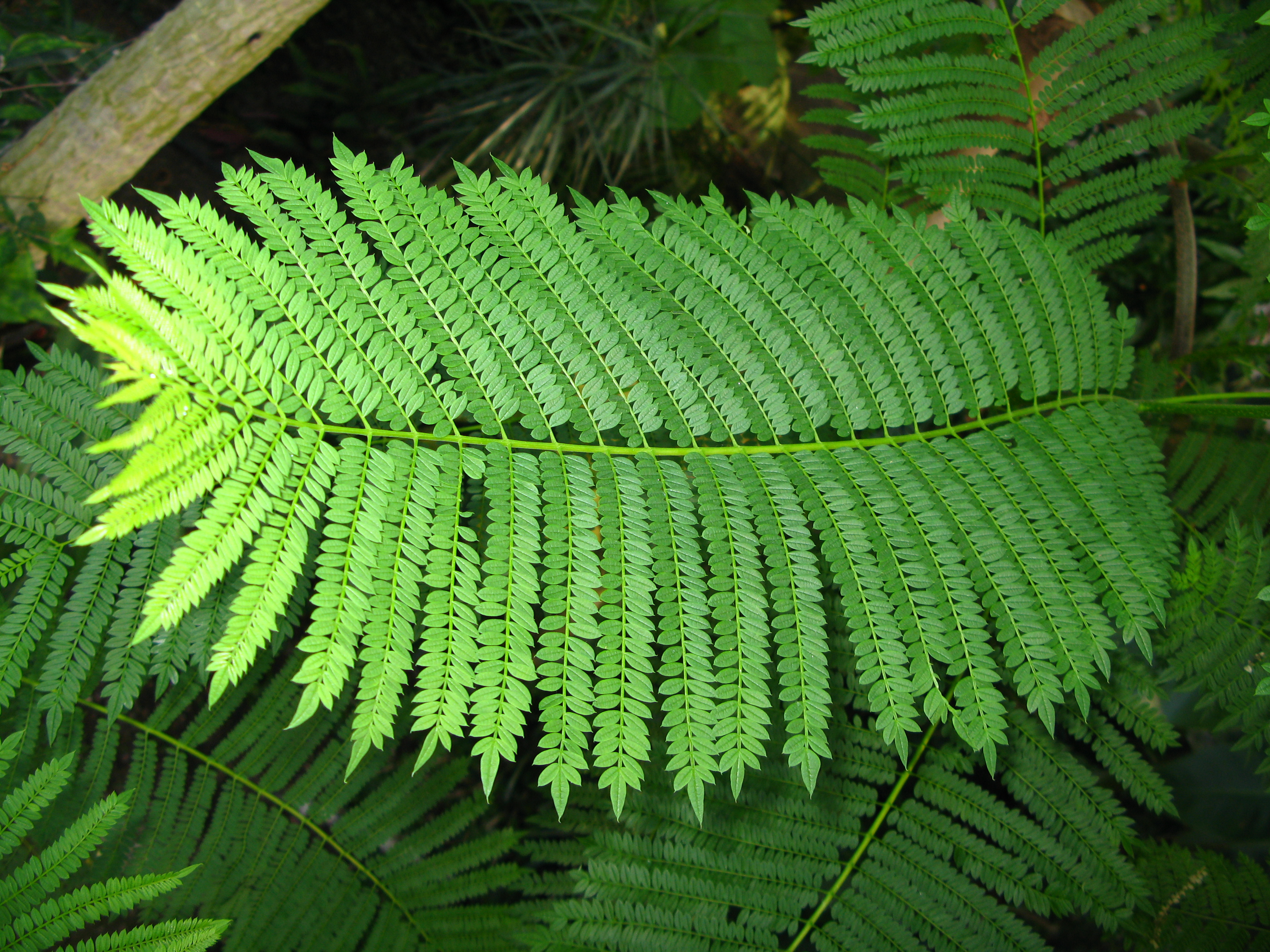
Листя
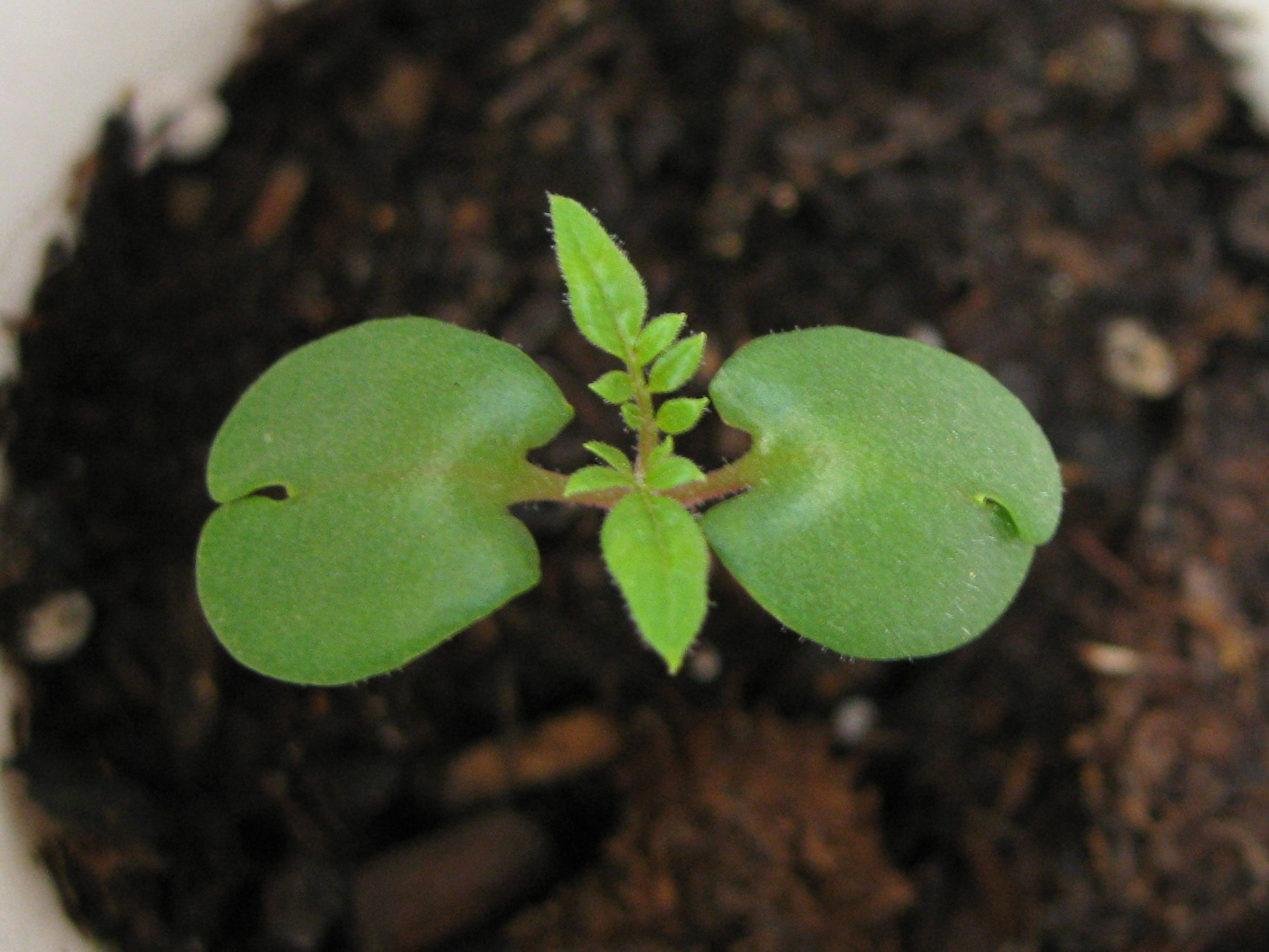
Проросше насіння
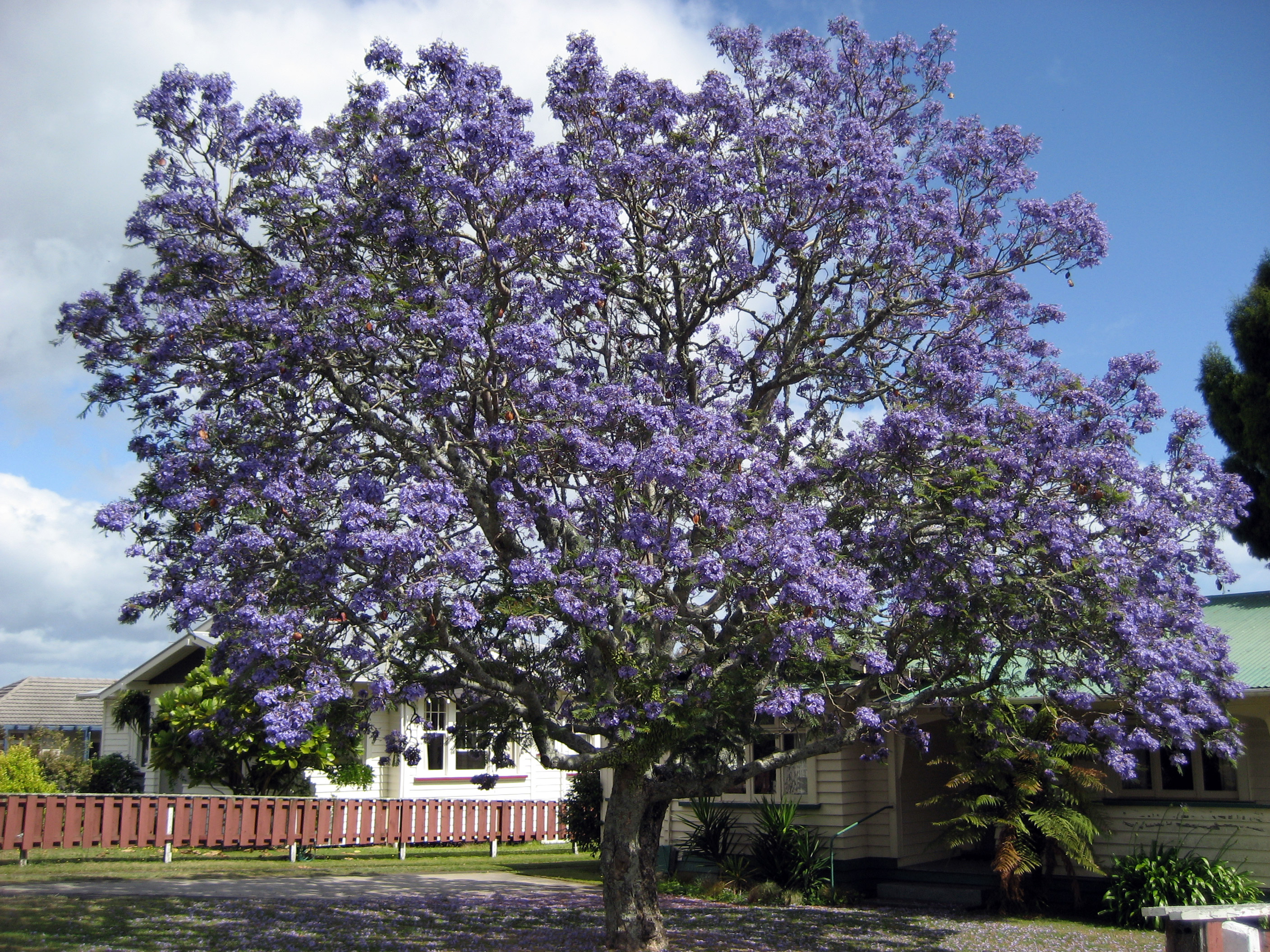
Дерево в цвіті
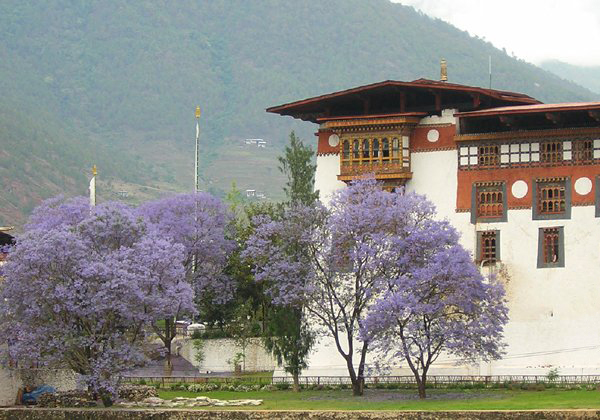
Дерева в Бутані